# Marek Majeský
 Marek Majeský  (ur. 23 sierpnia 1972 w Bratysławie) – słowacki aktor teatralny, filmowy i dubbingowy. Ukończył Wyższą Szkołę Sztuk Scenicznych w Bratysławie. Od 2007 roku gra w teatrze Nová scéna.

## Filmografia
- 1992 Cudzinci
- 1994 Spoveď (film TV)
- 1996 Matúš (film TV)
- 1997 Silvánovci
- 1997 Blúznenie srdca a rozumu (film TV)
- 1997 Germinie (film TV)
- 2000 Fragmenty z malomesta (film TV)
- 2001 Vadí nevadí
- 2005 Medzi nami
- 2006 O dve slabiky pozadu
- 2008 Bathory
- 2008–2009 Panelák (Edo)
- 2009 Rádio
- 2009 Keby bolo keby
- 2009–2010 Ordinácia v ružovej záhrade (Marek Kalman)
- 2013 Kandidát
- 2013–2014–nadal Búrlivé víno (Slávo Dolinský)
- 2015–nadal Górka Dolna (Ján Chalupka ml.)